# Neptis florensis
Neptis florensis är en fjärilsart som beskrevs av Pieter Cornelius Tobias Snellen 1892. Neptis florensis ingår i släktet Neptis och familjen praktfjärilar. Inga underarter finns listade i Catalogue of Life.